# 索博特
索博特是奥地利施蒂利亚州德意志兰茨贝格县的一个市镇。总面积42.38平方公里，总人口410人，人口密度9.7人/平方公里（2001年）。